# Redirected
Pour plus de détails, voir Fiche technique et Distribution.
Redirected est une comédie britannico-lituanienne réalisée par Emilis Vėlyvis, sorti en 2014

## Synopsis
Quatre braqueurs amateurs projettent de faire un coup dans un casino clandestin. L'un des quatre manquant à l'appel, on le remplace au pied levé par un autre sans le mettre au courant de ce qui va se passer, il devra se contenter de conduire un camion. Les trois hommes masqués s'emparent de l'argent du casino ainsi que d'une bague de très grande valeur. Pendant ce temps le chauffeur du camion s'impatiente et tente de regarder ce qui se passe à l'intérieur, il ne voit rien mais son visage est capté par la vidéo surveillance. Les gens du casino ont donc une piste. La bande prend l'avion pour la Malaisie, mais à la suite de problèmes atmosphériques, il se pose en Lituanie. Les gens du casino l'apprennent et s'y rendent à leur tour. Commence alors un chassé-croisé entre les quatre braqueurs et les gens du Casino qui se complique par la participation de la police et de la mafia locale…

## Fiche technique
- Titre : Redirected
- Réalisation : Emilis Vėlyvis
- Scénario : Jonas Banys, Lewis Britnell, Emilis Vėlyvis
- Photographie : Feliksas Abrukauskas
- Musique ; Paulius Kilbauskas,  Domas Strupinskas
- Producteurs : :  Daiva Jovaišienė,  Asta Liukaitytė,  Andrius Paulavičius, Donatas Šimukauskas
- Genre : Action, comédie et thriller
- Durée : 90 minutes
- Dates de sortie :
  - Lituanie : 10 janvier 2014
  - Royaume-Uni : 13 novembre 2014

## Distribution
- Vinnie Jones : Golden Pole
- Scot Williams : Michael
- Gil Darnell : John
- Oliver Jackson : Tim
- Anthony Strachan : Ben
- Andrius Žiurauskas : Staska
- Vytautas Šapranauskas : Algis
- Artur Smolyaninov : Doncius
- Vita Šiaučiūnaitė : Saulė
- Monika Vaičiulytė : Simona
- Daniel Nehme : Turk
- Daniel Bowker : Meat
- Andrew McHale : Karl
- Aurimas Meliešius : Vycka